# ماناس (بایبورد)
ماناس (به ترکی استانبولی: Manas) (به کردی: Menasî) (به ارمنی: Մանաս) یک منطقهٔ مسکونی در ترکیه است که در بایبورد واقع شده‌است. ماناس ۶۴ نفر جمعیت دارد.